# 양세원
양세원(1998년 10월 10일 ~ )은 대한민국의 아나운서이다.

## 경력
- 2025년 KBS N 스포츠 아나운서
- 2024년 ~ 2025년 광주MBC 아나운서
- 2022년 ~ 2024년 TJB 대전방송 아나운서

## 진행 프로그램
- TJB 8 뉴스
- 네트워크 뉴스
- TJB 생방송 투데이 뉴스
- 테마스페셜 화면해설
- TJB 파워FM 나누면 행복합니다 캠페인
- MBC 5시 뉴스와 경제 광주·전남
- MBC 뉴스데스크 광주·전남